# Prospero Colonna

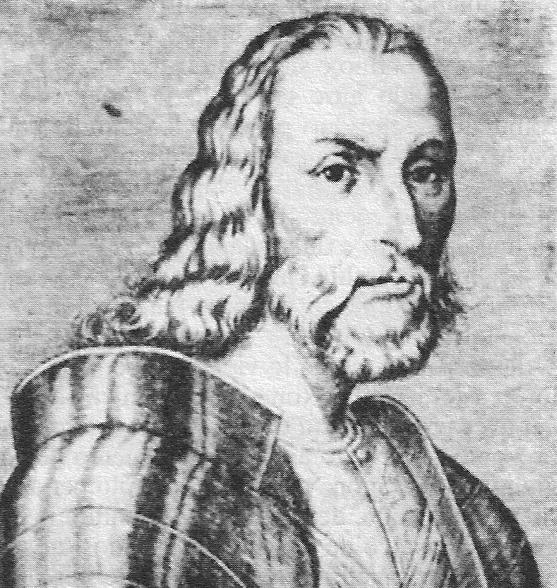
Prospero Colonna

Prospero Colonna, född 1452 i Lanuvio, död 1523 i Milano, var en italiensk kondottiär av ätten Colonna. Han var farbror till Pompeo Colonna.
Colonna kämpade först för Karl VIII av Frankrike under dennes infall i Italien 1494-1495, övergick därefter till spanjorerna och fördrev tillsammans med Gonzalo Fernández de Córdoba y Aguilar fransmännen ur Italien. I påvlig och kejserlig tjänst besegrade han venetianarna i slaget vid Vicenza 1513 och fransmännen under vicomte Lautrec i slaget vid Bicocca 1522. Han intog Cremona och Genua, samt försvarade Milano mot Guillaume Gouffier de Bonnivet.